# 46ª edizione del Myungin
La 46ª edizione del Myungin si è disputata tra il 25 luglio e 16 dicembre 2023, e ha visto la vittoria di Shin Jin-seo su Byun Sang-il.

## Formato
La 46ª edizione del Myungin è la terza disputata col nuovo sponsor, la SG Corporation, e col nuovo formato di torneo a doppia eliminazione.
Un torneo preliminare disputato tra il 25 luglio e il 21 agosto ha determinato 12 partecipanti al torneo principale, a cui i restanti 4 giocatori accedono direttamente.
Il torneo principale prevede un tabellone dei vincenti, in cui chi vince gli scontri a eliminazione diretta prosegue; gli sconfitti di ciascun turno passano nel tabellone degli sconfitti, in cui una sconfitta ulteriore significa l'eliminazione dalla competizione. Il vincitore della finale dei vincenti e quello della finale degli sconfitti si affrontano al meglio delle tre partite.
| Partecipante                                                 | Partecipante       | Partecipante       | Primo turno          | Secondo turno      | Semifinali         | Finale Vincenti  | Finale           |
| ------------------------------------------------------------ | ------------------ | ------------------ | -------------------- | ------------------ | ------------------ | ---------------- | ---------------- |
| Kim Eun-ji 7d                                                | Kim Eun-ji 7d      | Kim Eun-ji 7d      | Kim Eun-ji N+R       | Kim Eun-ji N+R     | Byun Sangil N+R    | Byun Sangil N+R  | Shin Jin-seo 2–0 |
| Heo Yeong-ho 9d                                              |                    |                    | Kim Eun-ji N+R       | Kim Eun-ji N+R     | Byun Sangil N+R    | Byun Sangil N+R  | Shin Jin-seo 2–0 |
| Shin Min-jun 9d                                              | Shin Min-jun 9d    | Shin Min-jun 9d    | Shin Min-jun N+R     | Kim Eun-ji N+R     | Byun Sangil N+R    | Byun Sangil N+R  | Shin Jin-seo 2–0 |
| Lee Chang-seok 9d                                            |                    |                    | Shin Min-jun N+R     | Kim Eun-ji N+R     | Byun Sangil N+R    | Byun Sangil N+R  | Shin Jin-seo 2–0 |
| Park Jong-hoon 7d                                            | Park Jong-hoon 7d  | Park Jong-hoon 7d  | Park Jong-hoon B+1,5 | Byun Sang-il N+R   | Byun Sangil N+R    | Byun Sangil N+R  | Shin Jin-seo 2–0 |
| Kim Jaeyoung 8d                                              |                    |                    | Park Jong-hoon B+1,5 | Byun Sang-il N+R   | Byun Sangil N+R    | Byun Sangil N+R  | Shin Jin-seo 2–0 |
| Na Hyun 9d                                                   | Na Hyun 9d         | Na Hyun 9d         | Byun Sang-il B+R     | Byun Sang-il N+R   | Byun Sangil N+R    | Byun Sangil N+R  | Shin Jin-seo 2–0 |
| Byun Sang-il 9d                                              |                    |                    | Byun Sang-il B+R     | Byun Sang-il N+R   | Byun Sangil N+R    | Byun Sangil N+R  | Shin Jin-seo 2–0 |
| Kim Seong-gu 2d                                              | Kim Seong-gu 2d    | Kim Seong-gu 2d    | Park Jung-hwan B+R   | Park Jung-hwan N+R | Park Jung-hwan N+R | Byun Sangil N+R  | Shin Jin-seo 2–0 |
| Park Jung-hwan 9d                                            |                    |                    | Park Jung-hwan B+R   | Park Jung-hwan N+R | Park Jung-hwan N+R | Byun Sangil N+R  | Shin Jin-seo 2–0 |
| Han Woo-jin 9d                                               | Han Woo-jin 9d     | Han Woo-jin 9d     | Han Woo-jin B+R      | Park Jung-hwan N+R | Park Jung-hwan N+R | Byun Sangil N+R  | Shin Jin-seo 2–0 |
| Yun Min-jong 4d                                              |                    |                    | Han Woo-jin B+R      | Park Jung-hwan N+R | Park Jung-hwan N+R | Byun Sangil N+R  | Shin Jin-seo 2–0 |
| Shin Jin-seo 9d                                              | Shin Jin-seo 9d    | Shin Jin-seo 9d    | Shin Jin-seo N+R     | Park Ji-hyun N+R   | Park Jung-hwan N+R | Byun Sangil N+R  | Shin Jin-seo 2–0 |
| Han Sang-joo 5d                                              |                    |                    | Shin Jin-seo N+R     | Park Ji-hyun N+R   | Park Jung-hwan N+R | Byun Sangil N+R  | Shin Jin-seo 2–0 |
| Park Ji-hyun 5d                                              | Park Ji-hyun 5d    | Park Ji-hyun 5d    | Park Ji-hyun N+R     | Park Ji-hyun N+R   | Park Jung-hwan N+R | Byun Sangil N+R  | Shin Jin-seo 2–0 |
| Lee Chang-ho 9d                                              |                    |                    | Park Ji-hyun N+R     | Park Ji-hyun N+R   | Park Jung-hwan N+R | Byun Sangil N+R  | Shin Jin-seo 2–0 |
| Sopra: tabellone dei vincenti; sotto: tabellone dei perdenti |                    |                    |                      |                    |                    |                  | Shin Jin-seo 2–0 |
| Heo Yeong-ho 9d                                              | Heo Yeong-ho B+R   | Shin Jin-seo B+R   | Shin Jin-seo B+R     | Shin Jin-seo N+R   | Shin Jin-seo N+R   | Shin Jin-seo N+R | Shin Jin-seo 2–0 |
| Kim Seong-gu 2d                                              | Heo Yeong-ho B+R   | Shin Jin-seo B+R   | Shin Jin-seo B+R     | Shin Jin-seo N+R   | Shin Jin-seo N+R   | Shin Jin-seo N+R | Shin Jin-seo 2–0 |
| Shin Jin-seo 9d                                              |                    | Shin Jin-seo B+R   | Shin Jin-seo B+R     | Shin Jin-seo N+R   | Shin Jin-seo N+R   | Shin Jin-seo N+R | Shin Jin-seo 2–0 |
| Lee Chang-seok 9d                                            | Lee Chang-seok N+R | Park Jong-hoon N+R | Shin Jin-seo B+R     | Shin Jin-seo N+R   | Shin Jin-seo N+R   | Shin Jin-seo N+R | Shin Jin-seo 2–0 |
| Kim Seung-jun 9d                                             | Lee Chang-seok N+R | Park Jong-hoon N+R | Shin Jin-seo B+R     | Shin Jin-seo N+R   | Shin Jin-seo N+R   | Shin Jin-seo N+R | Shin Jin-seo 2–0 |
| Park Jong-hoon 7d                                            |                    | Park Jong-hoon N+R | Shin Jin-seo B+R     | Shin Jin-seo N+R   | Shin Jin-seo N+R   | Shin Jin-seo N+R | Shin Jin-seo 2–0 |
| Kim Eun-ji 7d                                                |                    |                    |                      | Shin Jin-seo N+R   | Shin Jin-seo N+R   | Shin Jin-seo N+R | Shin Jin-seo 2–0 |
| Kim Jaeyoung 8d                                              | Han Sang-joo 5d    | Han Woo-jin B+R    | Han Woo-jin B+R      | Park Ji-hyun N+R   | Shin Jin-seo N+R   | Shin Jin-seo N+R | Shin Jin-seo 2–0 |
| Han Sang-joo 5d                                              | Han Sang-joo 5d    | Han Woo-jin B+R    | Han Woo-jin B+R      | Park Ji-hyun N+R   | Shin Jin-seo N+R   | Shin Jin-seo N+R | Shin Jin-seo 2–0 |
| Han Woo-jin 9d                                               |                    | Han Woo-jin B+R    | Han Woo-jin B+R      | Park Ji-hyun N+R   | Shin Jin-seo N+R   | Shin Jin-seo N+R | Shin Jin-seo 2–0 |
| Na Hyun 9d                                                   | Na Hyun B+R        | Shin Min-jun 9d    | Han Woo-jin B+R      | Park Ji-hyun N+R   | Shin Jin-seo N+R   | Shin Jin-seo N+R | Shin Jin-seo 2–0 |
| Lee Chang-ho 9d                                              | Na Hyun B+R        | Shin Min-jun 9d    | Han Woo-jin B+R      | Park Ji-hyun N+R   | Shin Jin-seo N+R   | Shin Jin-seo N+R | Shin Jin-seo 2–0 |
| Shin Min-jun 9d                                              |                    | Shin Min-jun 9d    | Han Woo-jin B+R      | Park Ji-hyun N+R   | Shin Jin-seo N+R   | Shin Jin-seo N+R | Shin Jin-seo 2–0 |
| Park Ji-hyun 5d                                              |                    |                    |                      | Park Ji-hyun N+R   | Shin Jin-seo N+R   | Shin Jin-seo N+R | Shin Jin-seo 2–0 |
| Park Jung-hwan 9d                                            |                    |                    |                      |                    |                    | Shin Jin-seo N+R | Shin Jin-seo 2–0 |
| Partecipante                                                 | Primo turno        | Secondo turno      | Terzo turno          | Quarti di finale   | Semifinali         | Finale Perdenti  | Finale           |

### Finale
La finale è stata una sfida al meglio delle tre partite tra il vincitore del tabellone dei vincenti, Byun Sang-il, e il vincitore del tabellone dei perdenti, Shin Jin-seo. Dalla ripresa del Myungin nel 2021, dopo una pausa di sei anni, si tratta della terza finale su tre per Shin e della seconda per Byun.
La finale, che è stata una riproposizione di quella della quarantaquattresima edizione, è stata vinta come in quell'occasione da Shin.